# Saison 5 de Bienvenue chez les Loud
Chronologie
Saison 4 Saison 6
Cet article présente les épisodes de la cinquième saison de la série télévisée d'animation américaine Bienvenue chez les Loud diffusée aux États-Unis du 11 septembre 2020 au 4 mars 2022 sur Nickelodeon.
En France, la cinquième saison est diffusée du 6 février 2021 au 19 février 2022 sur Nickelodeon France et rediffusée du 3 avril 2022 au 11 décembre 2022 sur Gulli.

## Production

### Développement
Le 7 mai 2019, il a été annoncé que la série avait été renouvelée pour une cinquième saison.

### Diffusion
- États-Unis : du 11 septembre 2020 au 4 mars 2022 sur Nickelodeon.
- France :
  - Du 6 février 2021 au 19 février 2022 sur Nickelodeon France.
  - Du 3 avril 2022 au 11 décembre 2022 sur Gulli.

## Épisodes

### Épisode 1:À bonne école
- États-Unis : 11 septembre 2020 sur Nickelodeon
- France :
  - 6 février 2021 sur Nickelodeon France
  - 31 août 2022 sur Gulli

### Épisode 2:Comme un chef
- États-Unis : 18 septembre 2020 sur Nickelodeon
- France :
  - 13 février 2021 sur Nickelodeon France
  - 31 août 2022 sur Gulli

### Épisode 3:L'Espion de la famille
- États-Unis : 18 septembre 2020 sur Nickelodeon
- France :
  - 13 février 2021 sur Nickelodeon France
  - 10 avril 2022 sur Gulli

### Épisode 4:Trouble-fête
- États-Unis : 25 septembre 2020 sur Nickelodeon
- France :
  - 13 février 2021 sur Nickelodeon France
  - 17 avril 2022 sur Gulli

### Épisode 5:Royal News
États-Unis : 25 septembre 2020 sur Nickelodeon
- France :
  - 13 février 2021 sur Nickelodeon France
  - 24 avril 2022 sur Gulli

### Épisode 6:Le Fantôme de Fairway
- États-Unis : 9 octobre 2020 sur Nickelodeon
- France :
  - 20 février 2021 sur Nickelodeon France
  - 25 octobre 2022 sur Gulli

### Épisode 7:La science rend aveugle
- États-Unis : 16 octobre 2020 sur Nickelodeon
- France :
  - 20 février 2021 sur Nickelodeon France
  - 8 mai 2022 sur Gulli

- Janet Varney (en) : Carol Linnaeus

### Épisode 8:En solo
- États-Unis : 16 octobre 2020 sur Nickelodeon
- France :
  - 20 février 2021 sur Nickelodeon France
  - 1er mai 2022 sur Gulli

### Épisode 9:Échange de cadeau
- États-Unis : 5 décembre 2020 sur Nickelodeon
- France : 
  - 5 juin 2021 sur Nickelodeon France
  - 29 mai 2022 sur Gulli

### Épisode 10:Le Père Flipël
- États-Unis : 5 décembre 2020 sur Nickelodeon
- France :
  - 5 juin 2021 sur Nickelodeon France
  - 11 décembre 2022 sur Gulli

### Épisode 11:Le Champion de la bouse
- États-Unis : 22 janvier 2021 sur Nickelodeon
- France :
  - 5 juin 2021 sur Nickelodeon France
  - 15 mai 2022 sur Gulli

### Épisode 12:La Magie de la magie
- États-Unis : 22 janvier 2021 sur Nickelodeon
- France :
  - 5 juin 2021 sur Nickelodeon France
  - 22 mai 2022 sur Gulli

### Épisode 13:Ennuis de bus
- États-Unis : 29 janvier 2021 sur Nickelodeon
- France :
  - 12 juin 2021 sur Nickelodeon France
  - 5 juin 2022 sur Gulli

### Épisode 14:Une chambre pour Mamie
- États-Unis : 29 janvier 2021 sur Nickelodeon
- France :
  - 12 juin 2021 sur Nickelodeon France
  - 12 juin 2022 sur Gulli

### Épisode 15:Mauvais Calcul
- États-Unis : 5 février 2021 sur Nickelodeon
- France :
  - 19 juin 2021 sur Nickelodeon France
  - 26 juin 2022 sur Gulli

### Épisode 16:Élection-choc
- États-Unis : 5 février 2021 sur Nickelodeon
- France :
  - 19 juin 2021 sur Nickelodeon France
  - 3 juillet 2022 sur Gulli

### Épisode 17:Zach contre-attaque
- États-Unis : 8 février 2021 sur Nickelodeon
- France :
  - 19 juin 2021 sur Nickelodeon France
  - 3 avril 2022 sur Gulli

### Épisode 18:Seul en scène
- États-Unis : 8 février 2021 sur Nickelodeon
- France :
  - 19 juin 2021 sur Nickelodeon France
  - 13 mai 2022 sur Gulli

### Épisode 19:Le Farceur d'avril
- États-Unis : 26 mars 2021 sur Nickelodeon
- France :
  - 12 juin 2021 sur Nickelodeon France
  - 3 avril 2022 sur Gulli

### Épisode 20:Maman au collège
- États-Unis : 26 mars 2021 sur Nickelodeon
- France :
  - 12 juin 2021 sur Nickelodeon France
  - 19 juin 2022 sur Gulli

### Épisode 21:La Peur de vomir
- États-Unis : 7 mai 2021 sur Nickelodeon
- France :
  - 11 septembre 2021 sur Nickelodeon France
  - 29 mai 2022 sur Gulli

### Épisode 22:Les Diamants pour toujours
- États-Unis : 7 mai 2021 sur Nickelodeon
- France : 
  - 11 septembre 2021 sur Nickelodeon France
  - 5 juin 2022 sur Gulli

### Épisode 23:La rumeur est tenace
- États-Unis : 14 mai 2021 sur Nickelodeon
- France :
  - 11 septembre 2021 sur Nickelodeon France
  - 22 mai 2022 sur Gulli

### Épisode 24:Jour d'entraînement
- États-Unis : 14 mai 2021 sur Nickelodeon
- France :
  - 11 septembre 2021 sur Nickelodeon France
  - 12 juin 2022 sur Gulli

### Épisode 25:Le Metteur en chêne
- États-Unis : 21 mai 2021 sur Nickelodeon
- France :
  - 18 septembre 2021 sur Nickelodeon France
  - 19 juin 2022 sur Gulli

### Épisode 26:Des chiffres et des êtres
- États-Unis : 21 mai 2021 sur Nickelodeon
- France :
  - 18 septembre 2021 sur Nickelodeon France
  - 26 juin 2022 sur Gulli

### Épisode 27:Perte de repaire
- États-Unis : 28 mai 2021 sur Nickelodeon
- France :
  - 18 septembre 2021 sur Nickelodeon France
  - 3 juillet 2022 sur Gulli

### Épisode 28:Le Septième Membre
- États-Unis : 28 mai 2021 sur Nickelodeon
- France :
  - 18 septembre 2021 sur Nickelodeon France
  - 20 novembre 2022 sur Gulli

### Épisode 29:Un camp en or
- États-Unis : 31 mai 2021 sur Nickelodeon
- France :
  - 25 septembre 2021 sur Nickelodeon France
  - 4 septembre 2022 sur Gulli

### Épisode 30:Le Groupe de Papa
- États-Unis : 16 juillet 2021 sur Nickelodeon
- France :
  - 29 janvier 2022 sur Nickelodeon France
  - 16 octobre 2022 sur Gulli

### Épisode 31:Mon ami Mick
- États-Unis : 16 juillet 2021 sur Nickelodeon
- France :
  - 5 février 2022 sur Nickelodeon France
  - 9 septembre 2022 sur Gulli

### Épisode 32:Beaucoup de pouces pour rien
- États-Unis : 27 août 2021 sur Nickelodeon[N 1]
- France :
  - 25 septembre 2021 sur Nickelodeon France
  - 2 octobre 2022 sur Gulli

### Épisode 33:Royal News a le blues
- États-Unis : 27 août 2021 sur Nickelodeon[N 1]
- France
  - 25 septembre 2021 sur Nickelodeon France
  - 9 octobre 2022 sur Gulli

### Épisode 34:Ce qui manque à Lori
- États-Unis : 27 août 2021 sur Nickelodeon
- France :
  - 5 février 2022 sur Nickelodeon France
  - 8 septembre 2022 sur Gulli

### Épisode 35:Dans la tête de Lily Loud
- États-Unis : 27 août 2021 sur Nickelodeon
- France :
  - 29 janvier 2022 sur Nickelodeon France
  - 5 septembre 2022 sur Gulli

### Épisode 36:Mordus de vampires
- États-Unis : 15 octobre 2021 sur Nickelodeon
- France :
  - 12 février 2022 sur Nickelodeon France
  - 24 octobre 2022 sur Gulli

### Épisode 37:L'Arche de Lana
- États-Unis : 29 octobre 2021 sur Nickelodeon
- France :
  - 29 janvier 2022 sur Nickelodeon France
  - 7 septembre 2022 sur Gulli

### Épisode 38:Fausse Famille
États-Unis : 5 novembre 2021 sur Nickelodeon
- France :
  - 5 février 2022 sur Nickelodeon France
  - 12 septembre 2022 sur Gulli

### Épisode 39:Travail à la ferme
- États-Unis : 5 novembre 2021 sur Nickelodeon
- France :
  - 5 février 2022 sur Nickelodeon France
  - 13 septembre 2022 sur Gulli

### Épisode 40:Un plat qui se mange froid
- États-Unis : 12 novembre 2021 sur Nickelodeon[N 2]
- France :
  - 12 février 2022 sur Nickelodeon France
  - 14 septembre 2022 sur Gulli

### Épisode 41:Loin des Loud
- États-Unis : 12 novembre 2021 sur Nickelodeon[N 2]
- France :
  - 12 février 2022 sur Nickelodeon France
  - 15 septembre 2022 sur Gulli

### Épisode 42:L'Os du Loudosaure
- États-Unis : 26 novembre 2021 sur Nickelodeon
- France :
  - 12 février 2022 sur Nickelodeon France
  - 16 septembre 2022 sur Gulli

### Épisode 43:Pour le meilleur et pour la paire
- États-Unis : 11 décembre 2021 sur Nickelodeon
- France :
  - 29 janvier 2022 sur Nickelodeon France
  - 6 septembre 2022 sur Gulli

### Épisode 44:Querelles intestines
- États-Unis : 16 janvier 2022 sur Nickelodeon[N 3],[N 4],[N 5],[N 6]
- France :
  - 19 février 2022 sur Nickelodeon France
  - 30 octobre 2022 sur Gulli

### Épisode 45:Le Bal de l'accusé
- États-Unis : 16 janvier 2022 sur Nickelodeon[N 7],[N 8],[N 5],[N 9]
- France :
  - 19 février 2022 sur Nickelodeon France
  - 6 novembre 2022 sur Gulli

### Épisode 46:Papas en péril
- États-Unis : 4 mars 2022 sur Nickelodeon[N 10],[N 11],[N 12],[N 13]
- France :
  - 19 février 2022 sur Nickelodeon France
  - 13 novembre 2022 sur Gulli

### Épisode 47:Une enquête Dacier
- États-Unis : 4 mars 2022 sur Nickelodeon[N 10],[N 14],[N 15],[N 16],[N 12],[N 17]
- France :
  - 19 février 2022 sur Nickelodeon France
  - 23 octobre 2022 sur Gulli